# Jack în adâncul mării
Jack în adâncul mării este al nouălea episod al serialului de desene animate Samurai Jack.

## Subiect
Un pescar povestește cum a prins un triceraquin, o creatură a adâncurilor de la care a aflat de existența unui oraș subacvatic, Oceanus, unde s-ar afla o Mașină a Timpului. Sperând să găsească drumul către acel oraș, Jack se avântă într-o ambarcație în mijlocul oceanului, până când o furtună îl răstoarnă și Jack se prăvălește în adâncuri.
Dar deodată este înghițit de o creatură gelatinoasă, în interiorul căreia Jack poate respira, dar din care nu poate scăpa. Creatura îl poartă prin lumea subacvatică până la orașul cu pricina. De fapt, creatura poate fi dirijată de pasagerul pe care îl poartă, iar Jack o ghidează către una din clădiri.
Înăuntru este purtat de un lift de apă și întâmpinat de câțiva locuitori care îl ospătează pe cinste cu un meniu oceanic. Triceraquinii, ființe amfibii, îi povestesc cum demult orașul plutea la suprafața oceanului și întrețineau legături cu restul lumii. Dar Aku le-a scufundat orașul, condamnându-i la o viață izolată. Jack le mărturisește scopul vizitei sale, iar triceraquinii îl conduc la Mașina Timpului.
Jack este plasat într-o bilă, dar în loc să fie transportat înapoi în timp, mâinile și picioarele îi sunt imobilizate și devine prizonier. Iese la lumină că, de fapt, triceraquinii îl ademeniseră acolo, chiar pescarul povestitor fiind unul dintre ei, deghizat. Aku le promisese că îi va readuce la suprafață dacă i-l vor preda pe Jack. Într-adevăr, Aku apare și crapă cu gheara bila în care se află Jack, făcând-o să se inunde treptat cu apa oceanului.
Dar când triceraquinii îi amintesc de promisiunea făcută, Aku își bate joc de ei și de cuvântul dat. Văzându-se înșelați, triceraquinii dezlănțuie un atac armat împotriva lui Aku, dar fără șanse de reușită. În ultima clipă, îl salvează pe Jack din bila inundată, iar acesta îi convinge să-i dea șansa să-l înfrunte personal pe Aku. Triceraquinii acceptă, Jack îl rănește pe Aku, iar acesta fuge.
Orașul revine la suprafață, iar triceraquinii îi rămân recunoscători lui Jack. Drept rămas-bun, îl încarcă pe Jack cu bunătăți culinare oceanice, pe care Jack le va savura pe îndelete în pelerinajul său.